# Rede
De rede of ratio is een menselijk denkvermogen. Het begrip rede heeft verschillende betekenissen: 
1. Het vermogen dat begrippen voortbrengt.
2. Het geheel van gevoel, verstand en 'rede' in de eerste betekenis.
3. Een voordracht over een bepaald onderwerp, zie redevoering.

De filosofische stroming van het rationalisme hecht veel waarde aan de rede. Rationalisme is de filosofische tegenhanger van het empirisme. Deze kwestie gaat over de bron van kennis: de ratio of de (zintuiglijke) ervaring. 
De beoefening van de rechtswetenschap wordt wel ars aequi et boni  genoemd, dat vrij vertaald wordt als de kunst van het redelijke en billijke. Letterlijk betekent het de kunst van het rechtvaardige en het goede, waarbij rechtvaardigheid een subcategorie van redelijkheid is.

## Geschiedenis
In de middeleeuwse filosofie definieerde men in navolging van Aristoteles de mens als een animal rationale, ofwel een redelijk wezen. De rede was volgens hen dus het vermogen dat de mens van andere diersoorten onderscheidde. Overigens moet 'dier' hier niet te letterlijk opgevat worden: het Latijnse animal komt van anima, dat ziel betekent. De categorie animal omvat in de middeleeuwse betekenis dus alle bezielde, ofwel levende wezens.
Grootmogol Akbar de Grote (1542 - 1605) stelde tegenover zijn vizier Abu'l-Fazl dat rede wel het hoogste moest zijn, aangezien zelfs tijdens het betwisten van de geldigheid van de rede gebruik moet worden gemaakt van redenen:
Het streven naar rede en de afwijzing van traditionalisme zijn zo schitterend duidelijk dat de noodzaak van bewijs vrijwel ontbreekt. Als traditionalisme juist zou zijn, dan zouden de profeten slechts hun eigen ouderlingen hebben gevolgd (en niet met nieuwe tijdingen komen).
De Rede nam een belangrijke plaats in in de Verlichting. Het zuivere gebruik van verstand en rede zal volgens de verlichtingsfilosofen leiden tot een Verlichte samenleving. Immanuel Kant maakt in zijn Kritik der reinen Vernunft een exclusief onderscheid tussen het vermogen van de rede en het vermogen van het verstand. Het verstand, zo stelt Kant, is het 'vermogen der regels', ofwel het 'vermogen om middellijke (niet te verwarren met onmiddellijke) afleidingen te maken'.